# Abadia de Himmerod
L'abadia de Himmerod (Kloster Himmerod) és un monestir cistercenc que es troba al municipi de Großlittgen al Verbandsgemeinde de Manderscheid, al districte de Bernkastel-Wittlich, Renània-Palatinat (Alemanya), situada a la regió d'Eifel, a la vall del Salm.
L'abadia de Himmerod va ser fundada el 1134 per Sant Bernat directament des de Claravall. Va fundar l'Abadia de Heisterbach, en 1189. L'església barroca es va acabar el 1751, però després de la secularització de 1802 sota l'ocupació francesa es va convertir en ruïnes.
El 1922 el monestir va ser refundat per l'establiment de monjos cistercencs alemanys de l'antiga abadia de Mariastern, de l'actual Bòsnia. L'església va ser reconstruïda sota la direcció de l'abat Vitus Recke i es va acabar en 1962.
Entre el 5 d'octubre fins al 9 d'octubre de 1950, els oficials de l'antiga Wehrmacht van realitzar una conferència a l'Abadia de Himmerod organitzada pel canceller Konrad Adenauer per iniciar el rearmament d'Alemanya. La conferència va produir el Himmeroder Denkschrift (Himmerod Memoràndum), que va exposar les raons del rearmament i va suggerir que Alemanya podria contribuir a la defensa de l'Europa occidental. Aquest va ser un pas important per a la fundació oficial de la Bundeswehr el 1955.
La comunitat actual (en data 2006) està formada per 14 monjos i l'abadia té un famós orgue de Johannes Klais, un museu, una botiga d'art i de llibres, una cafeteria, un hostal i una piscifactoria. L'abadia també té la seva pròpia editorial, el Himmerod Drucke, que fins ara ha publicat més de 50 obres de diversos autors, especialment del pare Stephan Reimund Senge, un monjo de Himmerod. La revista Unsere Liebe Frau von Himmerod (La nostra Senyora de Himmerod) apareix tres vegades l'any, i el butlletí Himmeroder Rundbrief (ed. Pare Stephan) unes 10 vegades a l'any.